# Gare du boulevard Victor-Hugo
Ne doit pas être confondu avec Gare du Boulevard Victor.
La gare du boulevard Victor-Hugo est une ancienne gare ferroviaire française de la ligne de La Plaine à Ermont - Eaubonne, située dans la commune de Saint-Ouen-sur-Seine (département de la Seine-Saint-Denis).

## Situation ferroviaire
Comme son nom l'indique, la gare était accessible par le boulevard Victor-Hugo, à l'angle avec la rue de Clichy. De nos jours, il subsiste un escalier d'accès à l'ancien quai. Le quai lui-même est toujours visible, encadré par deux voies. Celle au nord est en impasse avec un butoir juste à côté de l'escalier d'accès. Les autres voies au sud sont utilisées de manière très exceptionnelle.

## Histoire

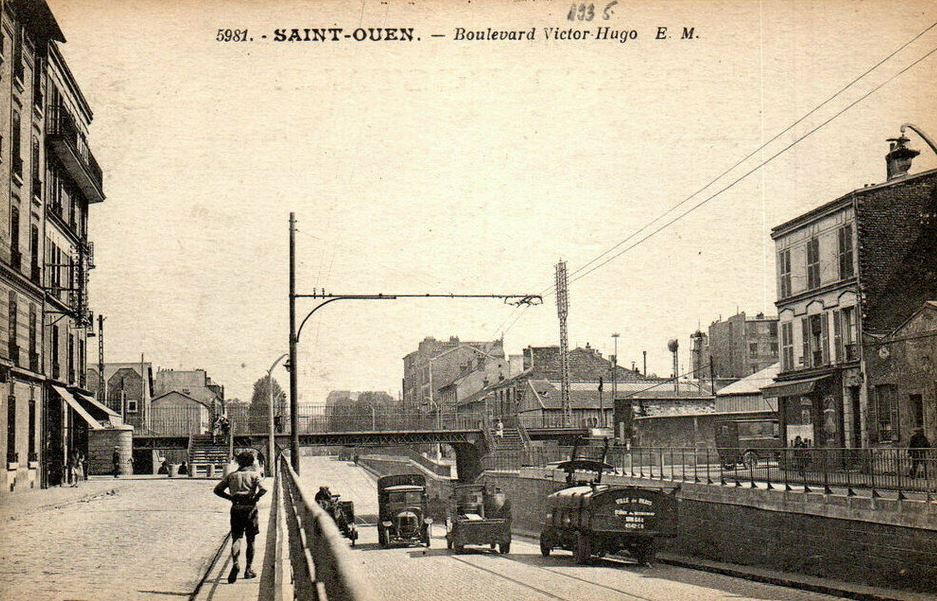
Franchissement de la voie ferrée vue du boulevard Victor-Hugo.

La ligne Ermont-Eaubonne - Plaine - Gare du Nord via Gennevilliers est mise en chantier en 1905 et inaugurée avec ses deux raccordements le 1er juillet 1908. Un grand soin est apporté à l'édification des bâtiments voyageurs, largement dimensionnés et à l'architecture élégante.
À partir du 25 septembre 1977, les trains restent limités au parcours entre Saint-Ouen-Garibaldi et Ermont - Eaubonne, en raison du démarrage des grands travaux en avant-gare du Nord, en vue de la création de la gare souterraine du futur RER et de l'interconnexion Nord-Sud. Les gares de La Plaine-Tramways et du Pont-Marcadet ferment définitivement leurs portes.
Comme elle est située sur la section de la ligne de La Plaine à Ermont - Eaubonne non reprise par le projet VMI (future branche nord-ouest du RER C), elle est remplacée par la nouvelle gare de Saint-Ouen en 1988, construite sur une nouvelle section de la ligne VMI, environ 200 mètres plus au sud sur ce même boulevard.